# 艾希莉·班森
艾希莉·維多利亞·班森（英語：Ashley Victoria Benson，1989年12月18日—）是一名美國女演員、模特兒和歌手。知名作品有在電視劇《美少女的謊言》中飾演漢娜·馬林。她獲得過多項殊榮，包括四項青少年選擇獎、一項青年好萊塢獎以及三項人民選擇獎提名。

## 早期生活
艾希莉出生於美國加州安那翰的 Anaheim Hills區，母親是雪農（Shannon） （舊姓 Harte） ，父親為傑夫（Jeff Benson）。艾希莉有一位姊姊雪琳（Shaylene）。艾希莉在四歲時就開始學習芭蕾、爵士、嘻哈、抒情等各種類型舞蹈。艾希莉也喜歡唱歌，並參與各種音樂劇。在四歲時，艾希莉便受邀在教堂擔任獨唱。五歲時，便開始表演舞蹈；八歲時，艾希莉就與福特模特兒公司（The Ford Modeling Agency）簽約，並成為平面模特兒。2002年時，艾希莉出現在Lil' Romeo 的音樂錄影帶飾演女學生。2005年三月，艾希莉出現在影集 Zoey 101 的單集「Quinn's Date」中。艾希莉也替樂團 NLT 的多首單曲「That Girl」、One Call樂團的單曲「BlackLight」、以及熱情型男樂團的單曲「Honestly」的音樂錄影帶中出現。

## 職業生涯

### 1999–2008： 事業初始以及我們的日子
1999年，艾希莉便開始尋求職業演出。她在許多廣告中現身，很快地便轉往電影與電視劇。2004年，艾希莉與NBC電視台的肥皂劇「我們的日子」簽約，並從2004年11月12日開始出現她的角色 Abigail "Abby" Deveraux，劇中的 Jack Deveraux 以及 Jennifer Horton 的大女兒。一直到2007年5月2日。艾希莉曾經表示過：「因為一天要拍非常多集，所以真的不能搞砸，必須要背清楚所有的台詞」，而她也從未在拍攝中搞砸過。
2008年時，她參與過CW電視台的影集「超自然檔案」（Supernatural）一集。2004年，她參與電影《三十姑娘一朵花》。2007年，艾希莉主演電影「魅力四射4：全力以赴」 （Bring It On： In It to Win It）。由於主演的關係，艾希莉得辭掉我們的日子。
「我得辭掉，我是說我曾經與製作人討論過拍電影，而製作人不讓我去拍...我曾經因為這樣而錯過很多拍電影的機會。隨著這次的大好機會，我決定辭掉（我們的日子）去拍電影。我很開心我辭掉肥皂劇，我是說我可以把功勞都歸到肥皂劇上，因為我在拍攝過程中學會了很多，並且跟很多從事三四十年的很棒的演員合作。能與他們合作感到相當光榮。這絕對能增加我的經歷。但是辭掉肥皂劇也是一樣，因為我可以從事更大並且更好的事物。我非常感謝肥皂劇帶給我的經驗。」
她曾經提到電影與肥皂劇的拍攝非常不同，因為拍電影時，她得花好幾天才能完成一兩場。但是在「我們的日子」中，她一天就得拍攝兩三集。在電影「魅力四射4」中，她得參與啦啦隊員練習，而且「相當辛苦」，因為她很怕高。雖說如此，她依然很高興能有自己的作品，雖然沒想到會這麼辛苦。
2008年，艾希莉參與 Lifetime 電視台的電視電影「Fab Five： The Texas Cheerleader Scandal」，電影中艾希莉飾演一個啦啦隊員。艾希莉也很喜歡與她劇中的媽媽女演員「Tatum O'Neal」合作，她表示從她身上學到許多演戲技巧。之後，艾希莉參與電影「巴特的春天」（Bart Got a Room）。

### 2009–至今： Eastwick 以及美少女的謊言系列
2009年，艾希莉主演ABC電視台2009年的影集系列 Eastwick 。該劇改編自 John Updike 的小說， The Witches of Eastwick，而1987年也有一部改編的電影版。艾希莉的角色，蜜雅（Mia），是一位青少女。最終該劇因為收視率不佳，只播出十三集便取消。
2009年12月，艾希莉參與ABC Family 電視台的影集「美少女的謊言」，飾演 Hanna Marin ，該劇改編自青少年小說系列。該系列在美國的收視人數高達247萬人次，而艾希莉的表現也受到好評。2010年，艾希莉與演員克里斯蒂娜·米蓮（Christina Milian）以及查德·麥可·莫瑞（Chad Michael Murray）主演電視電影「Christmas Cupid」，也是在ABC Family 電視台上映。
2012年1月，艾希莉參與電影「放浪青春」。該電影卡司包括席琳娜·戈梅茲（Selena Gomez）、凡妮莎·哈金斯（Vanessa Hudgens）以及詹姆斯·法蘭科（James Franco）。該電影在2012年3月至4月間拍攝，並在2013年3月上映。
2013年1月，艾希莉成為時尚品牌 Faviana 的新代言人。
2013年1月21日，艾希莉參與CBS的影集「追愛總動員」，飾演劇中人物巴尼（Barney Stinson）的同父異母的妹妹卡莉（Carly Whittaker），並與泰德（Ted Mosby）約會。